# Palaemnema lorena
Palaemnema lorena är en trollsländeart som beskrevs av Kennedy 1942. Palaemnema lorena ingår i släktet Palaemnema och familjen Platystictidae. IUCN kategoriserar arten globalt som otillräckligt studerad. Inga underarter finns listade i Catalogue of Life.